# Купер, Мириам
Мириам Купер (англ. Miriam Cooper; имя при рождении — Мариан Купер (англ. Marian Cooper); 7 ноября 1891, Балтимор, Мэриленд, США — 12 апреля 1976 Шарлотсвилл, Виргиния, США) — американская актриса немого кино, наиболее известная своими работами в фильмах «Рождение нации» (1915) и «Нетерпимость» (1916) Дэвида Уорка Гриффита и «Система чести» (1917) и «Евангелина» (1919) её мужа Рауля Уолша. 
С самого детства Мириам Купер хотела стать художником, но однажды случайно попала на съёмки одного из фильмов Гриффита и начала сниматься сначала в эпизодических ролях, в короткометражных фильмах. Постепенно она начала получать более значимые и даже главные роли в больших фильмах. Первую славу получила благодаря съёмкам в фильмах Гриффита, где однажды познакомилась с его ассистентом Раулем Уолшем, за которого впоследствии вышла замуж. В дальнейшем именно она помогла ему стать самостоятельным режиссёром и много снималась в его фильмах. Несколько раз Купер хотела оставить актёрскую карьеру и стать домохозяйкой, но впоследствии возвращалась к работе в кино. Последнюю роль в карьере сыграла в 1924 году.
Начиная с 1960-х годов Купер давала лекции о немом кино на кинофестивалях и в различных колледжах. Умерла в 1976 году в доме престарелых Cedars.

## Ранние годы
Мириам Купер родилась в семье Джулиана Джеймса Купера и Маргарет Стюарт Купер в Балтиморе, штат Мэриленд, 7 ноября 1891 года. Её мать была из набожной католической семьи с давней историей в Балтиморе. Её дед по отцовской линии помог открыть остров Навасса и нажил своё состояние на продаже гуано. Отец Мириам учился в университете Лойолы, когда познакомился с её матерью. За 5 лет у них родилось 5 детей (один умер в младенчестве), включая её сестру Ленор и братьев Нельсона и Гордона.
Когда Мириам была маленькой, её отец бросил семью и уехал в Европу. До этого момента семья безбедно жила в Вашингтон Хайтс, но Джулиан Купер забрал наследство, оставив семью без средств к существованию. Семья переехала в Маленькую Италию, которую Купер презирал. У Мириам были непростые отношения с матерью, которую она любила, но чувствовала, что та была холодна к ней. Однажды в детстве мать сказала Мириам, что ненавидит её за то, что та похожа на своего отца. Её мать повторно вышла замуж в 1914 году.
Когда Мириам была маленькая, мама не разрешала ей ходить в кино. В итоге в детстве она видела фильм только один раз, благодаря тому, что её подруга нашла четвертак и этого хватило им на два билета. В это время Мириам находила утешение, играя на заброшенном голландском кладбище. Она лежала на могилах и мечтала. Чтобы заставить свою сестру Ленор вести себя хорошо, Мириам рассказывала ей сказки, а также читала стихотворение «Ворон» Эдгара Аллана По, говоря, что оно было названо в её честь. Мириам отмечала, что этот опыт оказал большое влияние как на её актерскую игру, так и на её христианскую веру.
Никогда не планировавшая стать актрисой, Мириам изначально готовилась стать художником. Она посещала школу Святой Вальпурги благодаря помощи монахинь, которые организовали её обучение. После этого она посещала художественную школу в нью-йоркском Купер-Юнион, опять же с помощью прихода. По предложению друга своей матери Мириам позировала Чарльзу Дана Гибсону в возрасте 21 года. Это была первая картина Гибсона, написанная маслом.
Одна из студенток Купер-Юнион предложила Мириам сходить на киностудию Biograph, чтобы посмотреть, чем там занимаются. Она видела только одно мерцание за спиной матери, и оно её не впечатлило. Получив возможность подойти к съёмочной площадке, две девушки наблюдали за съёмками сцены из фильма «Пятно на щитке» (англ. A Blot on the 'Scutcheon), режиссёром которого был Дэвид Уорк Гриффит. Ассистент режиссёра Кристи Кэбэнн, подошёл к ним и спросил, не хотят ли они стать статистами и предложили двух персонажей: «паж» или «горничная». Мириам не хотела носить брюки, поэтому она выбрала роль горничной. Её подруга отказалась и ушла домой, а Купер осталась из-за зарплаты в 5 долларов в день. В этот же день в гримёрке она познакомилась с актрисой Тедди Сэмпсон. После съёмок Кэбэнн попросил Мириам остаться в костюме и Гриффит провёл с ней небольшие пробы.

## Карьера

### Kalem Company
Купер не получила ответа от Biograph, и, желая заработать больше денег, она обратилась в Киностудию «Эдисон» и Vitagraph, но ей отказали. В 1912 году компания Kalem наняла её и использовала в качестве статистки. По мере того, как её роли становились всё более заметными, её пригласили присоединиться к съёмочной группе, которая направлялась во Флориду. Купер предложили 35 долларов в неделю плюс расходы. Поначалу она не решалась признаться семье о своей карьере, но передумала, когда вернулась домой и обнаружила, что им достались вещи от недавно умершей тети, которая была очень больших габаритов. Решив, что больше не может так жить, Купер к разочарованию матери объявила о своих планах.
Съёмки проходили в Джексонвилле, штат Флорида, с Анной Квирентией Нильссон и Гаем Кумбсом в главных ролях. К 50-летию Гражданской войны в США компания сняла несколько короткометражек на тему Гражданской войны. Для этих фильмов Купер научилась играть на барабанах и ездить верхом. Она уже умела плавать, и эти навыки были использованы в нескольких её сценах.
Со временем роли Купер становились всё больше, и она получала благоприятные отзывы критиков. Почувствовав, что её роли стали такими же большими, как у Нильссон (которая зарабатывала 65 долларов в неделю), и гораздо более опасными, она попросила прибавки. В те же выходные её уволили, и она вернулась в Нью-Йорк и поступила в художественную школу в Cooper Union.

### Годы с Дэвидом У. Гриффтом
После возвращения в Нью-Йорк Купер решила ещё раз попробовать сняться у Гриффита. В течение недели она каждый день ходила в офис Biograph, но никто не обратил на неё внимания. Однажды, выходя из школы, она снова столкнулась с Кристи Кэбэнном, который помогал ей в первый день работы статистом. Он был очень рад, что они встретились снова, так как Гриффит искал её, но из-за того, что у Купер не было телефона, они не могли её найти. В первый день работы в Biograph Гриффит пять раз вызывал её в свой кабинет, но каждый раз отсылал обратно. В последний раз он попросил Купер отрепетировать сцену с Робертом Харроном, сказав ей, что он играет её возлюбленного, солдата-конфедерата, уходящего на войну. Довольный увиденным, Гриффит сказал ей, что они уезжают в Калифорнию, где он будет снимать картину о Гражданской войне. Купер будет зарабатывать 35 долларов в неделю.
Купер начала работать над несколькими картинами для Reliance Majestic, которые были сняты под руководством Гриффита, и начала подготовку к фильму «Рождение нации» (1915). Она заявила, что не помнит, как снималась в нескольких фильмах, поскольку ей никогда не говорили, какие сцены, сыгранные ею, попали в ту или иную картину. За съёмки в «Рождении нации» Купер получала 35 долларов в неделю. В это время Купер снялась в одной из первых попыток Гриффита снять полнометражный фильм «Дом, милый дом» (1914), хотя она также ничего не помнит об этом фильме.
После нескольких месяцев работы в компании Купер начала становиться известной и ей выделили звездную гримерку вместе с Мэй Марш. Купер не смогла вспомнить, как началась работа над фильмом «Рождение нации», кроме того, что Гриффит объявил, что снимает свою картину о Гражданской войне, и они всё ещё не использовали сценарии. Купер получила одну из главных ролей старшей дочери южан Маргарет Кэмерон. Как было принято в то время, Купер сама сделала себе макияж и прическу. Купер вжилась в роль, и единственной по-настоящему сложной для неё оказалась сцена с Генри Вольтхоллом, который показался ей холодным и трудным. После того, как на репетиции у неё возникли проблемы с этой сценой, у неё возникли проблемы и во время съёмок. Чтобы заставить Купер вести себя расстроенно в данной сцене, Гриффит отвел её в сторону и сказал, что её мать умерла. Несмотря на этот трюк, Купер никогда не сердилась на него за это. Сестра Купер Ленор посещала её во время съёмок и в итоге стала статисткой, и сыграл роль с блэкфейсом — горничной героини Лилиан Гиш. Испытывая трудности с финансированием фильма, Гриффит предложил Купер вложить в него деньги, но у Купер денег не было. Если бы она вложила деньги, назад вернулись бы тысячи долларов.
Купер была слишком больна, чтобы увидеть картину во время премьеры в Лос-Анджелесе. Наконец, она смогла посмотреть его в апреле 1915 года в Нью-Йорке. По совету Нормы Толмадж она попросила пустить её семью бесплатно, кинотеатр разрешил. Хотя Купер признала расистские тона картины, она никогда не осуждала её. В последние годы жизни она посетила несколько повторных показов этого фильма и заявила, что очень рада, что её наследием станет роль молодой девушки в этом фильме.

Затем Купер получила роль всеми покинутой девушки в фильме «Нетерпимость» (1916). Купер отметила, что сыграла «падшую женщину», а не «проститутку», как утверждали некоторые источники. За роль в этом фильме она получала 60 долларов в неделю. Во время съёмок сцены, где «покинутая» испытывает внутренние муки, фотограф из The New York Times сделал снимки, пока Купер снималась. Обычно снимки делались после того, как сцены были отсняты. Это был первый случай, когда фото делали прямо во время съёмок. Пока Гриффит заканчивал работу над «Нетерпимостью», Купер снялась в нескольких короткометражках под руководством других режиссеров для Reliance Majestic. Это были последние короткометражки в которых она принимала участие в жизни.
В конце 1915 года Купер начала путешествовать между Нью-Йорком и Калифорнией, чтобы проводить больше времени с Раулем Уолшем. Пара тайно поженилась в феврале 1916 года, прежде чем Купер вернулась в Калифорнию.
Купер замечала, что Гриффит относился к ней иначе, чем к другим актрисам, постоянно давая ей большие роли (режиссёр был известен тем, что сначала приглашал актрис на главные роли, а в следующий раз уже на небольшие, как он считал, что бы актрисы не зазнавались). После возвращения в Калифорнию Гриффит позвал Купер в свой офис и дал ей переплетенный в кожу экземпляр «Рубайат Омара Хайяма», сказав, что это его следующая картина, и он хочет, чтобы она сыграла главную роль. Купер уже уставшая от разлуки с Уолшем и, посоветовавшись с Мэри Олден, решила, что не понимает, о чем книга, и отказалась сниматься в фильме. Купер спокойно вернулась в Нью-Йорк и сообщила Гриффиту, что покидает компанию. Гриффит отправил ответное поздравление; это был последний раз, когда они общались.

### Годы с Раулем Уолшем
После ухода от Гриффита Купер получила предложения от Джесси Ласки и Сесила Б. Демилля, но она планировала прекратить сниматься и стать матерью и домохозяйкой. Когда Уолшу предложили стать режиссёром фильма «Система чести» (1917) в Юме, штат Аризона, он умолял Купер принять в нём участие. Купер согласилась, опасаясь, что он изменит ей, если они будут разлучены на время съёмок. За роль Эдит Купер зарабатывала 1000 долларов в неделю. Фильм «Система чести» вышел на экраны в 1917 году и получил хорошие отзывы (один из критиков назвал его «Больше, чем „Рождение нации“») и хорошие кассовые сборы. Два года спустя фильм был продемонстрирован для принца Уэльского во время его визита в Нью-Йорк.
Уолш продолжал спрашивать совета Купер при общении с инвесторами, обычно прося её поговорить с ними, как она делала это раньше с Гриффитом. После съёмок очередного фильма Уолш снова попросил Купер «временно вернуться» в кино, пока он не утвердится. Купер подписала контракт с Fox Film Corporation и получала 1200 долларов в неделю.
В 1917 году Купер и Уолш начали работу над фильмом, основанным на судебном процессе над Бланкой де Соллес. Купер была настолько похожа на де Соллес, что Fox хотели поставить её имя в титрах, чтобы намекнуть, что де Соллес сыграла саму себя, но Купер отказалась. Фильм также примечателен тем, что в нём Пегги Хопкинс Джойс сыграла роль куртизанки, хотя она не осознавала этого до премьеры фильма. Фильм вызвал споры и получил в рейтинг «X». В наше время фильм считается утерянным.
После работы над фильмом «Прусская собака» (1918) Купер и Уолш усыновили мальчика по имени Джек, который осиротел после взрыва в Галифаксе, и попытались вернуться к частной жизни, избегая публичности. Однако в 1919 году, когда Уолш начал искать новые идеи для сценария, Купер предложила поэму «Евангелина», в которой Уолш попросил её сыграть главную роль. Купер отказывалась, пока студия не прислала блондинку на эту роль. Уолш был раздосадован и попросил её еще раз, и Купер согласилась. Купер не понравилась картина, так как она считала её слишком невинной, хотя она хорошо прошла в прокате и стала одним из самых известных её фильмов. Продюсер Уильям Фокс считал, что это была лучшая картина в карьере Купер. В настоящее время этот фильм также считается потерянным. После успеха «Евангелины» (1919) в прокат был спешно выпущен ещё один фильм «Должен ли муж прощать?» (1919). Уолш был в восторге от успеха и написал Купер, что он сделает её большой звездой, хотя сама она всё ещё хотела завершить карьеру в кино. Уолш подписал контракт с Mayflower Corporation в 1920 году. Купер присоединилась к нему ради своего брака, в противном случае ожидая новых приступов ревности. Их первый фильм назывался «Глубокий пурпур».
Их следующим фильмом была «Клятва» (1921), в котором Купер взяла на себя все заботы — от кастинга до костюмов. Купер сказала, что ей понравилось в этом фильме всё, однако он получил худшие отзывы в её карьере и стал одним из единственных немых фильмов Уолша, который не окупился. Купер была глубоко уязвлена неудачей. Их следующий фильм, «Серенада» (1921), был полностью под контролем Уолша и стал самым прибыльным. Купер ненавидела сниматься вместе с братом Уолша Джорджем, который казался ей жёстким. Уолш согласился с женой, и они больше никогда не снимались в паре. Последним совместным фильмом дуэта был «Родственные пылинки» (1922). По мнению Купер, фильм был посредственным, но имел приличный успех. Во время съёмок она случайно посмотрела прямо в сценический свет, в результате чего получила травму глаз, которая беспокоила её до глубокой старости. «Родственные пылинки» был последним совместным фильмом пары, последним независимым фильмом Уолша и одним из немногих сохранившихся фильмов с Купер.

### Последние фильмы
Когда у Купер начались проблемы в браке и финансах, она осознала, что больше не хочется быть просто «женой режиссёра». По совету друга она в первый и единственный раз вышла на сцену театра, но получила катастрофические отзывы. Купер решила, что ей не нравится выступать на сцене, и снова начала рассматривать предложения о съёмках в кино. Небольшая кинокомпания под названием D. M. Film Corporation предложила ей роль в фильме под названием «Деньги — это всё?» (1923). Съёмки должны были проходить в Детройте и Купер предложили 650 долларов в неделю, и она согласилась только из-за денег. Фильм получил ужасные отзывы, и Купер снова оказалась поглощена своими личными проблемами. После примирения с Уолшем Купер решила продолжить работу в кино. Её первый фильм в Голливуде, снятый для B. P. Schulberg, был «Девушка, которая вернулась» (1923), она зарабатывала 1000 долларов в неделю. Картина прошла хорошо и воспринималась критиками как возвращение Купер в кино. B. P. Schulberg попросили её сняться для них в ещё двух картинах и Купер согласилась. Далее она снялась в двух фильмах для других компаний. Предпоследним фильмом с участием Купер был «Сломанное крыло» (1923), в которой она снялась вместе со своим старым другом Уолтером Лонгом. Купер страшно боялась сидеть в самолете (основной сюжетный момент) и отказалась. Она также считала режиссера Тома Формана пьяницей и была расстроена тем, что во время последней большой сцены он оказался слишком пьян, чтобы режиссировать. Когда состоялась премьера картины, Купер плакала после просмотра, считая, что это худший фильм, который она когда-либо видела. Она написала: «После „Сломанного крыла“ я больше не хотела сниматься в других фильмах. После всех тех случаев, когда я думала, что уйду из кино навсегда, а потом возвращалась в кино, я, наконец, завершила свою карьеру в вонючем фильме, снятом пьяницей. Какой адский конец». Последним фильмом с участием Купер стал «После бала» (1924).

## Поздние годы
После развода с Уолшем в 1926 году Купер больше никогда не снималась. Она вернулась в Нью-Йорк и присоединилась к высшему обществу, развлекаясь игрой в бридж и совершая покупки. Во время Второй мировой войны Купер работала добровольцем в Красном Кресте, раздавала пончики и писала письма для раненых солдат. В 1940-х годах она училась в Колумбийском университете, где изучала писательское мастерство. Она купила ферму в Честертаун, штат Мэриленд, в надежде обрести вдохновение. Она написала роман и две пьесы, но ничего из этого не было опубликовано. Пьесы были основаны на двух её фильмах, она отправила их в компанию FOX, но обе были отклонены. В 1950-х годах она переехала в Вирджинию, где основала женский писательский клуб. Она продолжала играть в бридж, заниматься благотворительностью и играть в гольф.
В 1969 году ей позвонил человек из Библиотеки Конгресса США и с удивлением узнал, что она ещё жива. Вскоре после этого ей стали звонить из университетов и от историков кино. Её пригласили в несколько колледжей и на показы старых фильмов с её участием. В 1970 году после посещения «Кинофестиваля Д. У. Гриффита» у неё случился сердечный приступ, который положил начало серии сердечных заболеваний, ограничивавших её в последние годы жизни. В 1973 году она написала автобиографию под названием «Тёмная леди тишины» (англ. Dark Lady of the Silents).
Купер умерла в доме престарелых Cedars 12 апреля 1976 года. Она находилась там после перенесённого в начале того же года инсульта. После её смерти Лилиан Гиш оставалась единственным выжившим членом актёрского состава фильма «Рождение нации». Она была похоронена на Новом соборном кладбище в Балтиморе, штат Мэриленд. Различные её документы были переданы в Библиотеку Конгресса США.
Из 40 короткометражек в которых снялась Мириам Купер сохранилось только 3, а из 21 полнометражного фильма — только 5. Единственные негриффитские фильмы, сохранившиеся до наших дней, — это «Родственные пылинки» и «Деньги — это всё?».

## Личная жизнь
Мириам Купер хорошо ладила с Дэвидом Уоком Гриффитом, называя его «идеальным джентльменом». Однако, когда они впервые приехали в Калифорнию, Купер приняла его манеры общения за оскорбление (однажды он не поздоровался с ней). Она пожаловалась Мэй Марш, которая также пыталась завоевать расположение Гриффита, и Марш рассказала об этом Гриффиту. На следующий день на съёмках Гриффит назвал Купер «царицей Савской». Они уладили это недоразумение, но она вспоминала, что, к её досаде, это прозвище закрепилось за ней на долгие годы. Она утверждала, что у неё никогда не было романтических отношений с Гриффитом, как у Лилиан Гиш или Мэй Марш. Однако в своей автобиографии она упомянула, что однажды он попытался поцеловать её, после того как предложил подвезти до дома. После выхода фильма «Рождение нации» поезд Купер остановился в Чикаго, где находился Гриффит. Он послал ей телеграмму с просьбой встретиться с ним в его гостиничном номере, но Купер не смогла до него дозвониться. По её словам, это положило конец его романтическим намерениям в отношении неё. Хотя она знала о трудностях, с которыми Гриффит столкнулся в своей жизни, она не видела его после отъезда в Нью-Йорк в 1916 году; она посетила его могилу во время своего визита в Кентукки для участия в «Кинофестивале Д.У. Гриффита».
Купер хорошо ладила с большинством членов труппы Гриффита, включая Дороти Гиш, Мэри Олден и Мэй Марш. Она также дружила с Нормой Толмадж, Мэйбл Норманд и Полой Негри. Хотя они не были близки, она любила Лилиан Гиш. Купер не ладила с Тедди Сэмпсон и очень не любила Теду Бара, которая, по её мнению, пыталась увести у неё Рауля Уолша во время съёмок «Кармен» (1915) и «Змея» (1916). В более поздние годы Купер была хорошей подругой Кэрол Ломбард, которой она помогла получить несколько первых ролей. В 1924 году Купер и Уолш дружили с Чарли Чаплином. Чаплин тогда переживал трудные времена, и Купер находила его мрачным и нуждающимся. Купер вспоминала, что он понравился ей больше, когда его личная жизнь наладилась и он стал намного веселее.
Купер познакомилась с Раулем Уолшем в 1914 году, когда присоединилась к калифорнийской компании Гриффита. После того, как Мэй Марш отказала Уолшу в свидании, он и Купер начали встречаться в 1915 году. Уолш был ассистентом режиссёра в компании Гриффита и спросил Купер, не могла бы она поговорить с Гриффитом о назначении его на режиссёрскую должность. По её совету через несколько недель Гриффит назначил его режиссёром. Сняв одну картину для Гриффита, Уолш подписал контракт с Fox Studios, которая снимала в Нью-Йорке, в то время как Купер всё ещё должна была сниматься в Калифорнии. Пара поженилась в феврале 1916 года, и Купер покинула компанию Гриффита, чтобы присоединиться к Уолшу в Нью-Йорке. Купер намеревалась оставить кино, чтобы стать домохозяйкой и матерью, но азартные игры и измены Уолша стали для неё большой проблемой. В одну из первых ночей, когда она заподозрила его в измене, она проглотила бутылку карболовой кислоты, и ей пришлось делать промывание желудка. Однако Уолш продолжал изменять ей во время брака. По мере того, как их успех рос, всё больше проблем возникало из-за долгов и недовольства Купер тем, что её называют «женой режиссёра», поскольку она никогда не хотела быть в центре внимания.
После «Родственников пыли» Уолш признался, что больше не думает, что любит её. Обе стороны обвиняли друг друга в измене. Хотя они помирились к 1925 году, Купер была уверена, что он снова изменяет, на этот раз с Этель Бэрримор, с которой она столкнулась. После этого Купер пригрозила ему разводом. Последней каплей было то, что Уолш начал роман с подругой Купер Лоррейн Миллер. Купер была в ярости и начала бракоразводный процесс, угрожая указать в качестве причины неверность мужа. В то время это могло обернуться для Уолша отказом студий с ним работать, и Уильям Фокс отговорил её. Вместо этого она указала причиной развода «непримиримые разногласия». Развод стал большой сенсацией в Голливуде: Глория Свенсон устроила для Уолша вечеринку, а Норман Керри и Эрих фон Штрогейм для Купер. Вскоре после этого Уолш женился на Миллер.
Купер очень сильно хотела иметь детей, но не могла зачать. Хотя она так и не узнала причину, она подозревала, что это было связано с её болезнью почек. Они с Уолшем усыновили двух мальчиков: Джеки и Бобби. После развода оба мальчика жили с ней до подросткового возраста. Джеки несколько раз попадал в неприятности с законом, а Бобби идеализировал его. По совету своего проповедника Купер отправила Джеки жить к Уолшу. Приехав к ним в гости, Бобби тоже попросил разрешения пожить там. Купер и Уолш судились друг с другом в 1930-х годах, и позже Уолш заставил и мальчиков подать в суд на неё. Купер никогда больше не слышала ни об одном из своих сыновей и не знала, были ли они живы по состоянию на 1970-е годы.
Её племянницы — сестры олимпийская пловчиха и обладательница золотой медали Донна де Варона и телевизионная актриса Джоанна Кернс.

## Критика
Писатель и историк кино Энтони Слайд говоря фильме «Нетерпимость» называет игру Купер «одной из самых современных и натуралистичных». Он отмечает, что в одной из сцен фильма актриса буквально до крови прикусила губу изображая на экране «чувство вины и отвращения», это по словам Слайда «методика актёрского мастерства, доведённая до совершенства». В равной степени заслуживает уважения и более ранняя работа Купер в роли Маргарет Кэмерон в «Рождении нации». Хотя её персонажу и не достаёт сильной драматической линии, Купер «приковывает внимание зрителей». Даже в примитивных сюжетах, с которых начинала Купер видна естественная внешность актрисы — просто уложенные чёрные волосы, большие мечтательные глаза. Слайд предполагает, что Гриффит обратил на неё внимание из-за того, что по его мнению она «олицетворяла южную красоту».

## Фильмография
| Год  |     | Русское название           | Оригинальное название            | Роль                              |
| ---- | --- | -------------------------- | -------------------------------- | --------------------------------- |
| 1912 | кор | Пятно на щитке             | A Blot on the 'Scutcheon         | горничная                         |
| 1912 | кор |                            | Battle of Pottsburg Bridge       | Джесси — сестра Бартлоу           |
| 1912 | кор |                            | Victim of Circumstances          |                                   |
| 1912 | кор |                            | The Tide of Battle               | Мисти Стаффорд — сестра Алисии    |
| 1912 | кор |                            | War's Havoc                      |                                   |
| 1912 | кор |                            | The Drummer Girl of Vicksburg    | Альма — барабанщица               |
| 1912 | кор |                            | The Colonel's Escape             |                                   |
| 1912 | кор |                            | The Buglier of Battery B         | Кэрол Колвелл                     |
| 1912 | кор |                            | The Siege of Petersburg          | Милли Фрост — сестра Дэна         |
| 1912 | кор |                            | The Soldier Brothers of Susannah |                                   |
| 1912 | кор |                            | Saved from Court Martial         | Ундина                            |
| 1912 | кор |                            | The Darling of the CSA           |                                   |
| 1912 | кор | Броненосец конфедератов    | The Confederate Ironclad         | Роуз Кэлвин — возлюбленная Янси   |
| 1912 | кор |                            | A Railroad Lochinvar             | Пегги Вульф                       |
| 1912 | кор |                            | His Mother's Picture             | Этель                             |
| 1912 | кор |                            | The Girl in the Caboose          | Ева — возлюбленная инженера       |
| 1912 | кор |                            | The Pony Express Girl            |                                   |
| 1912 | кор |                            | Battle in the Virginia Hills     | Нэнси Такер — дочь Джерри         |
| 1912 | кор |                            | The Water Right War              |                                   |
| 1912 | кор |                            | The Battle Wits                  |                                   |
| 1912 | кор |                            | A Race with Time                 |                                   |
| 1912 | кор |                            | The Farm Bully                   |                                   |
| 1912 | кор |                            | The Toll Gate Raiders            |                                   |
| 1913 | кор | Опасность на лесопилке     | A Sawmill Hazard                 |                                   |
| 1913 | кор | Отчаянный шанс             | A Desperate Chance               |                                   |
| 1913 | кор |                            | A Treacherous Shot               | Дельфин Эрскин                    |
| 1913 | кор |                            | The Turning Point                | Стелла Ли — жена                  |
| 1913 | кор |                            | The Battle of Bloody Ford        | Вирджиния Меррилл                 |
| 1913 | кор |                            | Infamous Don Miguel              | Дикси Харди                       |
| 1913 | кор |                            | Captured by Strategy             | Глэдис Ричмонд — дочь Джона       |
| 1913 | кор |                            | The Octoroon                     | Дора Саннисайд                    |
| 1914 | кор |                            | For His Master                   | Розали Кроули                     |
| 1914 | кор |                            | When Fate Frowned                | Мэри                              |
| 1914 | кор |                            | A Diamond in the Rough           | Грейс                             |
| 1914 | ф   | Позорная медаль            | The Dishonored Medal             | Зора                              |
| 1914 | ф   | Дом, милый дом             | Home, Sweet Home                 | Зора                              |
| 1914 | кор |                            | The Stolen Radium                | Зора                              |
| 1914 | кор |                            | The Gunman                       | Мэтти — сестра владельца ранчо    |
| 1914 | кор |                            | The Odalisque                    | Энни, подруга Мэй                 |
| 1915 | кор |                            | The Double Deception             | Лаура — молодая женщина           |
| 1915 | ф   | Рождение нации             | The Birth of a Nation            | Маргарет Кэмерон — старшая сестра |
| 1915 | кор |                            | The Fatal Black Bean             | Анита                             |
| 1915 | кор |                            | His Return                       | Алиса                             |
| 1915 | кор |                            | The Burned Hand                  | Мариетта                          |
| 1916 | ф   | Нетерпимость               | Intolerance                      | покинутая                         |
| 1917 | ф   | Система чести              | The Honor System                 | Эдит                              |
| 1917 | ф   | Тихая ложь                 | The Silent Lie                   | Леди Лу                           |
| 1917 | ф   | Невинный грешник           | The Innocent Sinner              | Мэри Эллен Эллис                  |
| 1917 | ф   | Преданный                  | Betrayed                         | Кармелита                         |
| 1918 | ф   | Прусская собака            | The Prussian Cur                 | Рози О'Грэйди                     |
| 1918 | ф   |                            | The Woman and the Law            | Миссис Джек Ла Саль               |
| 1919 | ф   | Мать и закон               | The Mother and the Law           | покинутая                         |
| 1919 | ф   | Евангелина                 | Evangeline                       | Евангелина                        |
| 1919 | ф   | Должен ли муж прощать?     | Should a Husband forgive?        | Рут Фултон                        |
| 1920 | ф   | Глубокий пурпур            | The Deep Purple                  | Дорис Мур                         |
| 1920 | ф   | Клятва                     | The Oath                         | Минна Харт                        |
| 1921 | ф   |                            | Serenade                         | Мария дель Кармен                 |
| 1922 | ф   | Родственные пылинки        | Kindred of the Dust              | Нэн                               |
| 1923 | ф   | Герой                      | The Hero                         | Марта Бейкер                      |
| 1923 | ф   | Деньги — это всё?          | Is Money Everything?             | Марион Брэнд                      |
| 1923 | ф   | Девушка, которая вернулась | The Girl Who Came Back           | Шейла                             |
| 1923 | ф   | Её случайный муж           | Her Accidental Husband           | Рена Геринг                       |
| 1923 | ф   | Дочери Богатых             | Daughters of the Rich            | Мод Бархайт                       |
| 1923 | ф   | Сломанное крыло            | The Broken Wing                  | Инес Вильера                      |
| 1924 | ф   | После бала                 | After the Ball                   | Лоррейн Тревельян                 |